# Ormosia hallahani
Ormosia hallahani är en tvåvingeart som beskrevs av Alexander 1943. Ormosia hallahani ingår i släktet Ormosia och familjen småharkrankar. Inga underarter finns listade i Catalogue of Life.